# Milán-San Remo 1969
La Milán-San Remo 1969 fue la 60.ª edición de la Milán-San Remo. La carrera se disputó el 19 de marzo de 1969, siendo el vencedor final el belga Eddy Merckx, que se impuso en solitario en la meta de San Remo, consiguiendo así su tercera victoria en esta clásica.

## Clasificación final
| Posición | Ciclista               | Equipo                     | Tiempo     |
| -------- | ---------------------- | -------------------------- | ---------- |
| 1        | Eddy Merckx            | Faemino-Faema              | 6h 37' 56" |
| 2        | Roger de Vlaeminck     | Flandria-De Clerck-Krueger | + 15"      |
| 3        | Marino Basso           | Molteni                    | m. t.      |
| 4        | Dino Zandegu           | Salvarani                  | m. t.      |
| 5        | Walter Godefroot       | Flandria-De Clerck-Krueger | m. t.      |
| 6        | René Pijnen            | Willem II-Gazelle          | m. t.      |
| 7        | Jan Janssen            | Bic                        | m. t.      |
| 8        | Georges Van Coningsloo | Peugeot-Michelin-BP        | m. t.      |
| 9        | Eric Leman             | Flandria-De Clerck-Krueger | m. t.      |
| 10       | Daniel van Rijckeghem  | Dr. Mann-Grundig           | m. t.      |